# The Doris Day Christmas Album
The Doris Day Christmas Album  è un album natalizio inciso da Doris Day nel 1964 su etichetta Columbia Records.
L'album contiene alcune delle più famose canzoni natalizie statunitensi nate nella metà del XX secolo, quali White Christmas, Winter Wonderland, Silver Bells,  I'll Be Home for Christmas, Let It Snow! Let It Snow! Let It Snow!, Have Yourself a Merry Little Christmas, The Christmas Song, ecc. Vi è inoltre anche un brano natalizio lanciato dalla stessa Doris Day, ovvero Be a Child at Christmas Time.
L'album è stato ripubblicato in CD nel 2003 su etichetta Sony Music.

## Tracce
1. Silver Bells (Jay Livingston/Ray Evans)
2. I'll Be Home for Christmas (Walter Kent)
3. Snowfall (Claude Thornhill/Ruth Thornhill)
4. Toyland (Victor Herbert/Glen McDonough)
5. Let It Snow! Let It Snow! Let It Snow! (Sammy Cahn/Jule Styne)
6. Be a Child at Christmas Time (Martin Broones/William A. Luce)
7. Winter Wonderland (Felix Bernard/Richard B. Smith)
8. The Christmas Song (Chestnuts Roasting on an Open Fire) (Mel Tormé/Bob Wells)
9. Christmas Present (Sydney Robin)
10. Have Yourself a Merry Little Christmas (Hugh Martin/Ralph Blane)
11. The Christmas Waltz (Sammy Cahn/Jule Styne)
12. White Christmas (Irving Berlin)